# 勒维维耶
勒维维耶（法語：Le Vivier，法語發音：[lə vivje] ⓘ）是法国东比利牛斯省的一个市镇，位于该省北部，属于普拉德区。

## 地理
勒维维耶（42°46'18"N, 2°27'12"E）面积12.9 平方千米，位于法国奧克西塔尼大區东比利牛斯省，该省份为法国大陆部分最南部的省份，涵盖了北加泰罗尼亚，北起奥德省，西接阿列日省和安道尔，南与西班牙接壤，东临地中海。
与勒维维耶接壤的市镇（或旧市镇、城区）包括：福斯、圣马丹德弗努耶、普拉茨德苏尔尼亚、苏尔尼亚、拉布耶、维拉。
勒维维耶的时区为UTC+01:00、UTC+02:00（夏令时）。

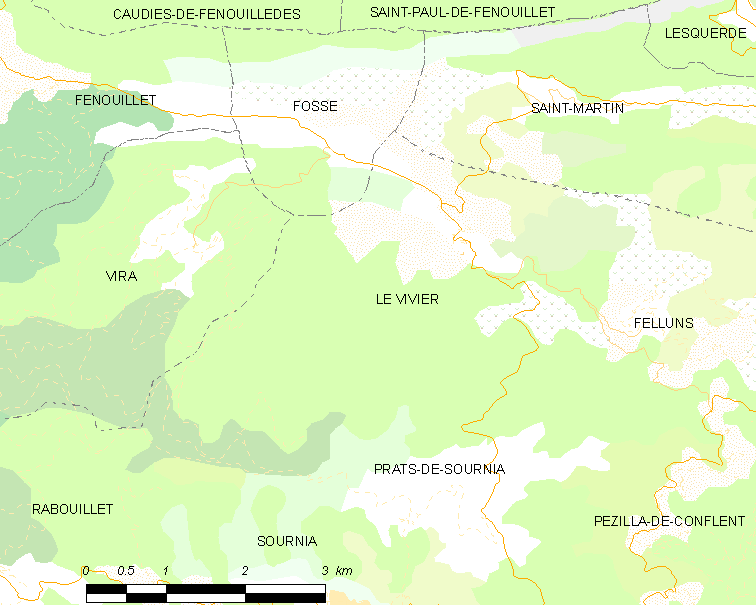
勒维维耶的OSM定位图

## 行政
勒维维耶的邮政编码为66730，INSEE市镇编码为66234。

## 政治
勒维维耶所属的省级选区为阿格利河谷县。

## 人口

1962-2008年间勒维维耶人口变化图示

勒维维耶于2022年1月1日时的人口数量为66人。